# ヒア・トゥデイ (ポール・マッカートニーの曲)
「ヒア・トゥデイ」（Here Today）は、ポール・マッカートニーの楽曲である。1982年に発売されたアルバム『タッグ・オブ・ウォー』に収録された。本作は楽曲発表の2年前に殺害されたジョン・レノンとの関係性や愛をうたった楽曲。マッカートニーは、レノンとの想像上の会話という形式で作曲したと語っている。
楽曲のプロデュースは、ビートルズの大半の楽曲を手掛けたジョージ・マーティンが担当。シングル・カットはされていないが、ビルボード誌のMainstream Rock Songsチャートで最高46位を獲得した。

## 背景
歌詞は、前述のとおりレノンとマッカートニーの対話のように書かれており、2016年にBBC Radioでのインタビューで、「彼に言えずにいたことをすべて曲に託そうと思ったんだ。僕はとても内向的で感情を表に出すのは苦手だからね。しかし、曲は僕にとってそれらを表す場所なんだ」とコメントしている。
2004年のガーディアン誌のインタビューで、「あまりにも身近だから、ジョンの事は歌にしないと思ってた。それなのに気が付くと、ギターを持って作曲してたんだ。男は普段、友達を褒めたり、愛してるとは言わないだろ？特に北部の男ならね」とコメントしている。
1981年の夏にサセックスにあるマッカートニーの自宅スタジオ「The Mill」でレコーディングが開始された。楽曲はマッカートニーによるアコースティック・ギターの弾き語りと、マーティンがアレンジを手がけた弦楽四重奏で構成されている。マッカートニーは後に、本作の一部が1964年のビートルズのアメリカツアー中にキーウェストで嵐を乗りきったときに生まれた楽曲が元となっていることを認めている。

## ライブでの演奏
マッカートニーは、いくつかのライブで本作を演奏しており、ライブ音源がライブ・アルバム『バック・イン・ザ・U.S. -ライブ2002』『バック・イン・ザ・ワールド』『アメーバズ・シークレット』『グッド・イヴニング・ニューヨーク・シティ〜ベスト・ヒッツ・ライヴ』の4作に収録されている。
なお、本作を演奏する前に、マッカートニーは毎回「ジョンに捧げます」と語っている。

## 演奏
- ポール・マッカートニー - リード・ボーカル、アコースティック・ギター
- ジャック・ロススタイン - ヴァイオリン
- バーナード・パートリッジ - ヴァイオリン
- イアン・ジュエル - ヴィオラ
- キース・ハーヴェイ - チェロ